# 124114 Bergersen
124114 Bergersen este o planetă minoră (asteroid), cu un diametru de 8,377 km, din centura de asteroizi. A fost descoperită pe 21 aprilie 2001 la Goodricke-Pigott Observatory⁠(d) de Roy A. Tucker⁠(d) și a fost numită după Thomas Bergersen⁠(d). 
Obiectul prezintă o orbită caracterizată de o semiaxă mare de 3,1886402006722 UAi, o excentricitate de 0,097238917470714, o înclinație de 17,944234400306 ° în raport cu ecliptica.